# Piwot
Ten artykuł opisuje zagadnienie koszykarskie zgodne z normami FIBA.
Zasady w ligach NBA, NCAA lub innych mogą różnić się od tutaj przedstawionych.

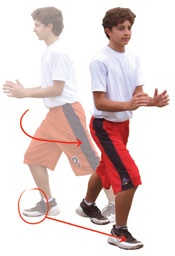
Teoria piwotu

Piwot (lub obrót) – w koszykówce jest legalnym ruchem zawodnika trzymającego żywą piłkę.
Piwot (obrót) polega na wykonaniu ruchu (lub ruchów) jedną ze stóp, bez odrywania drugiej stopy (stopa nogi obrotu pozostaje na jednym punkcie na boisku).

## Noga obrotu
Noga obrotu – noga, której stopa podczas piwotu pozostaje w stałym kontakcie z jednym punktem na podłodze.
Zawodnik może ustanowić swoją nogę obrotu będąc w ruchu lub stojąc w miejscu. Jeśli zawodnik stoi obiema stopami na parkiecie boiska, to w momencie oderwania jednej z nóg od boiska, druga automatycznie staje się nogą obrotu. Gdy zawodnik znajduje się w ruchu, to:
- gdy tylko 1 stopa dotyka podłoża, to noga tej stopy staje się nogą obrotu[2];
- gdy żadna stopa nie dotykała podłoża, a zawodnik opadł jednocześnie na obie stopy, to gdy oderwie jedną z nóg od parkietu, druga zostanie nogą obrotu[2];
- gdy żadna ze stóp nie dotykała podłoża, a zawodnik opadł na stopę tylko jednej z nóg, to ta noga staje się nogą obrotu. Jeśli następnie zawodnik wybija się z nogi obrotu i opada jednocześnie na obie stopy, to żadna noga nie może stać się nogą obrotu[2][3].

Ten ostatni przepis opisuje tzw. akcje Jump-Stop. Akcja ta charakteryzuje się tym, iż po wybiciu się zawodnika z jednej nogi, a opadnięciu na dwie nogi, taki zawodnik nie ma prawa wykonać już żadnego ruchu nogami, trzymając piłkę w rękach.

## Legalne ruchy w piwocie

### Zawodnik stojący

#### Kozłowanie
Gdy zawodnik stojący obiema stopami na parkiecie boiska, chce rozpocząć kozłowanie, dopóty nie może oderwać od parkietu swojej nogi obrotu, dopóki nie wypuści piłki z rąk. Jest to jeden z najczęściej popełnianych błędów kroków zawodników pod koszem.

#### Podanie lub rzut
Gdy zawodnik stojący obiema stopami na parkiecie boiska, chce podać lub wykonać rzut do kosza, ma prawo wybić się z nogi obrotu. Którakolwiek ze stóp może dotknąć podłoża tylko w przypadku, gdy piłka została już wcześniej wypuszczona z rąk.

### Zawodnik w ruchu

#### Kozłowanie
Gdy zawodnik jest w ruchu, rozpoczynając kozłowanie nie może oderwać stopy nogi obrotu przed wypuszczeniem piłki z rąk. Jest to jeden z najczęściej popełnianych błędów kroków zawodników pod koszem.

#### Podanie lub rzut
Gdy zawodnik będący w ruchu, chce podać lub wykonać rzut do kosza, ma prawo wybić się z nogi obrotu, a następnie (nawet z piłką) opaść na stopę (lub obie stopy jednocześnie), po czym jedna lub obie stopy mogą zostać ponownie oderwane od parkietu, lecz do póty nie może ponownie opaść którąkolwiek ze stóp na podłogę, dopóki nie wypuści piłki z rąk.

### Inne sytuacje

#### Kozłowanie
W sytuacji, gdy zawodnik się zatrzymał i żadna z jego nóg nie może zostać ustanowiona nogą obrotu, chcąc rozpocząć kozłowanie, nie może oderwać żadnej nogi od podłoża boiska, dopóki nie wypuści piłki z rąk.

#### Podanie lub rzut
W sytuacji, gdy zawodnik się zatrzymał i żadna z jego nóg nie może zostać ustanowiona nogą obrotu, chcąc wykonać podanie lub rzut do kosza, zawodnik ma prawo oderwać nogę (nogi) od podłogi, lecz żadna ze stóp nie może dotknąć ponownie podłogi przed wypuszczeniem piłki z rąk.

## Błąd kroków
Nieprawidłowo wykonany obrót (złamanie którejkolwiek z wyżej wymienionych zasad) nazywany jest błędem kroków.